# Paloh Me
Paloh Me is een bestuurslaag in het regentschap Bireuen van de provincie Atjeh, Indonesië. Paloh Me telt 407 inwoners (volkstelling 2010).